# Easton (Maryland)
Easton é uma cidade  localizada no estado americano de Maryland, no Condado de Talbot.

## Demografia
Segundo o censo americano de 2000, a sua população era de 11.708 habitantes.
Em 2006, foi estimada uma população de 13.954, um aumento de 2246 (19.2%).

## Geografia
De acordo com o United States Census Bureau tem uma área de
27,0 km², dos quais 26,7 km² cobertos por terra e 0,3 km² cobertos por água. Easton localiza-se a aproximadamente 5 m acima do nível do mar.

## Localidades na vizinhança
O diagrama seguinte representa as localidades num raio de 16 km ao redor de Easton.